# Jesús Emilio Díez de Mier
Jesús Emilio Díez de Mier, Txutxi (Bilbao, Vizcaya, 7 de enero de 1973) es un exfutbolista español. Jugó de defensa central en el Athletic Club en Primera División de España, y jugó en Segunda División de España con el Bilbao Athletic, U. E. Lleida y C. D. Badajoz.

## Trayectoria
Txutxi desempeñaba la función de líbero o central. Entre sus características destacaban la buena capacidad de salir con el balón jugado desde la retaguardia, además de buena anticipación y su regularidad.
Comenzó su carrera deportiva en el Dínamo de San Juan C. F. de Santurce, su pueblo. Allí jugó dos temporadas en alevines, dos más en infantiles, y una en juvenil. Su segundo año de juvenil lo hizo en el C. D. Getxo y al año siguiente pasó al Athletic. En el Athletic Sub-19 de juveniles, consiguió el campeonato de División de Honor y de Copa del Rey de Juveniles de Fútbol, en 1992.
Debutó con el primer equipo rojiblanco el 22 de octubre de 1992, en el partido de Copa en la que los "leones" de Jupp Heynckes fueron eliminados por el Xerez C. D.. El santurtziarra no volvió a formar con el Athletic hasta tres años después, con Dragoslav Stepanović en el banquillo de San Mamés. Esa temporada fue alineado en diez partidos de Primera División y tres de Copa del Rey.
En la temporada 1996/97 fichó por el Lleida, y una más tarde por el Badajoz, donde estuvo cuatro temporadas y media. En el Lleida y Badajoz fue imprescindible en las alineaciones, de hecho en el conjunto pacense llegó a ser capitán. Llegó al Hércules C. F. en diciembre de 2001. Su fichaje estuvo envuelto de polémica debido a la elevada ficha que le había hecho el equipo alicantino en Segunda B. No había marcado ningún gol en liga, en su carrera profesional, hasta que llegó al Hércules donde marcó 2 tantos. El primer gol llegó en un partido contra el Benidorm C. D. en el que el equipo herculano venció por 0-3. Posteriormente fue apartado de la plantilla, y se le puso un plan de entrenamientos en solitario bajo las órdenes de José Vicente Lledó, exjugador del Hércules. Txutxi llevó al Hércules a la justicia y finalmente el club tuvo que indemnizar al jugador.
Fichó por el Yeclano C. F. en el mercado de invierno de la temporada 2003-04, con el fin de conseguir la permanencia en Segunda B, cosa que no se logró al finalizar el equipo en penúltimo lugar. Tras jugar con el Yeclano C. F., el equipo desapareció en verano de 2004, y Txutxi fichó por el Sangonera Atlético, que realizó una buena temporada en Tercera División, en la que el equipo finalizó subcampeón del Grupo XIII, pero no ascendió en la promoción de ascenso. Al finalizar la campaña, Txutxi se retiró como jugador.
En febrero de 2009 fue detenido al verse implicado en una red de narcotráfico en la que participaban personas vinculadas al fútbol como Zoran Matijevic, Predrag Stanković, Pablo Acosta o Carlos de la Vega. En la denominada Operación Ciclón se decomisaron 950 kilos de cocaína y el 9 de febrero de 2015 se confirmó la sentencia de 9 años para él y Stankovic. Sin embargo no cumplió la condena al fugarse, estando en búsqueda y captura hasta el 15 de diciembre de 2024, cuando fue detenido por la policía en un control rutinario en la vía pública.

## Clubes
| Club                     | País   | Año     | Encuentros disputados* | Goles* |
| ------------------------ | ------ | ------- | ---------------------- | ------ |
| Athletic Club B          | España | 1991-92 | 6                      | 0      |
| Athletic Club B          | España | 1992-93 | 30                     | 0      |
| Athletic Club B          | España | 1993-94 | 18                     | 0      |
| Athletic Club B          | España | 1994-95 | 34                     | 0      |
| Athletic Club B          | España | 1995-96 | 21                     | 0      |
| Athletic Club            | España | 1995-96 | 10                     | 0      |
| UE Lleida                | España | 1996-97 | 35                     | 0      |
| Club Deportivo Badajoz   | España | 1997-98 | 39                     | 0      |
| Club Deportivo Badajoz   | España | 1998-99 | 39                     | 0      |
| Club Deportivo Badajoz   | España | 1999-00 | 35                     | 0      |
| Club Deportivo Badajoz   | España | 2000-01 | 36                     | 0      |
| Club Deportivo Badajoz   | España | 2001    | 11                     | 0      |
| Hércules C. F.           | España | 2002    | 21                     | 2      |
| Hércules C. F.           | España | 2002-03 | 20                     | 0      |
| Hércules C. F.           | España | 2003    | 0                      | 0      |
| Yeclano C. F.            | España | 2004    | 16                     | 0      |
| Sangonera Atlético C. F. | España | 2004-05 |                        |        |

(*) Datos sólo para partidos y goles en liga doméstica.